# Joachim von Ribbentrop
Joachim von Ribbentrop, né le 30 avril 1893 à Wesel (Empire allemand) et exécuté le 16 octobre 1946 à Nuremberg, est un homme politique et diplomate allemand. Membre du NSDAP, il est ambassadeur d'Allemagne au Royaume-Uni entre 1936 et 1938, puis ministre des Affaires étrangères entre 1938 et 1945 sous le Troisième Reich. Il est à l'été 1939 le signataire du traité de non agression entre l'Union soviétique et l'Allemagne nazie connu sous le nom de pacte Ribbentrop-Molotov, qui prend fin de facto deux ans plus tard avec l'opération Barbarossa.
Il fait partie des principaux criminels de guerre nazis poursuivis au procès de Nuremberg, où il est condamné à mort puis exécuté.

## Jeunesse et débuts
Suivant les affectations de son père, un officier de carrière, le jeune Ribbentrop passe huit années à Metz, qui était alors la première place forte de l'Empire allemand. Il y est élève au Kaiserliches Lyceum (aujourd'hui lycée Fabert), où il a Léon Zéliqzon comme professeur de français. Il quitte la ville en 1908, lorsque son père est dégradé pour avoir critiqué l’empereur Guillaume II. S’ensuit alors une vie errante de déclassé entre l’Allemagne, la France, puis le Canada en 1910 à l'âge de 17 ans.
Au Canada anglais, il devient trilingue (allemand, anglais, français), ce qui favorisera sa carrière diplomatique et politique après 1933. Arrivé à Montréal en 1910, Ribbentrop travaille notamment à la construction du fameux pont de Québec, comme « manœuvre affecté aux différentes tâches » en 1912. Ensuite, il exerce divers métiers dont celui d'importateur de vins, champagnes et spiritueux. Il a 21 ans lorsque la Première Guerre mondiale éclate. Il rentre immédiatement en Allemagne en passant par la Hollande et s'engage comme soldat dans le 12e régiment de hussards. Il est blessé en 1917.
Il épouse, en 1920, Anna Elisabeth Henkell, fille de Otto Henkell, d’une riche famille de producteur de vins de Wiesbaden. Le couple a cinq enfants. Ribbentrop devient représentant en vin de champagne pour Pommery et voyage dans toute l'Europe.
En 1925, sa parente éloignée Gertrud von Ribbentrop l'adopte, ce qui l'autorise à ajouter la particule nobiliaire « von » à son nom.
Puis il rejoint le NSDAP en 1932, où ses liens avec le milieu politique conservateur sont appréciés. Ribbentrop est nommé l'année suivante SS-Standartenführer. Il est alors l'ami de Heinrich Himmler, mais leur relation se détériore, quand ce dernier tente d'avoir son propre service diplomatique.

## Diplomate

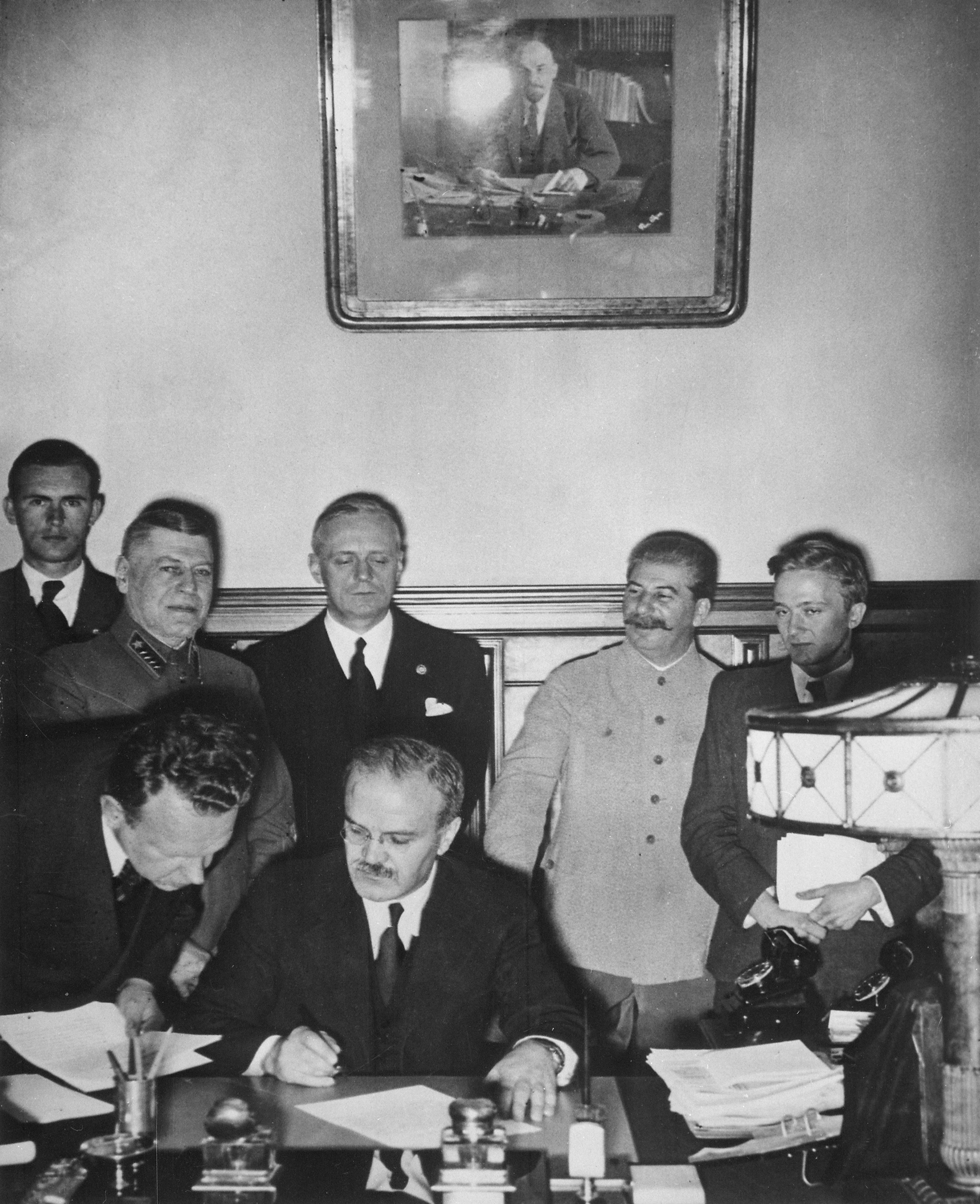
Moscou le 28 septembre 1939, lors de la signature du traité germano-soviétique d'amitié, de coopération et de démarcation, Ribbentrop est à la droite de Staline, à l'arrière-plan. Photo prise par Henrich Hoffmann.

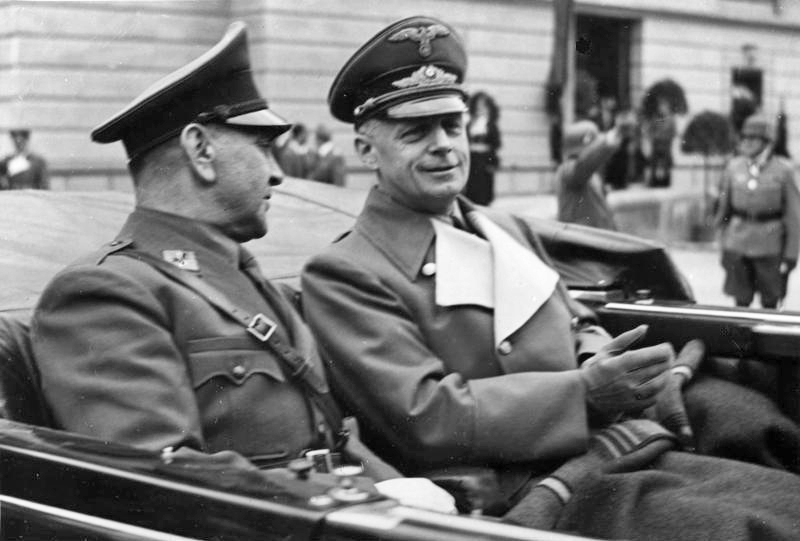
Ante Pavelić et Ribbentrop, à Salzbourg en 1941.

En janvier 1933, Ribbentrop organise à son domicile des négociations pour la nomination d'Adolf Hitler comme chancelier ; s'y retrouvent Hitler, Franz von Papen, le chancelier démissionnaire, et Oskar von Hindenburg, le fils du président Hindenburg. En 1935, Ribbentrop devient ministre sans portefeuille et conseiller officieux de Hitler pour les affaires étrangères, parce qu'il parlait couramment le français et l'anglais et qu'il se prévalait d'entregent international. Il accroît son influence en prenant systématiquement le parti le plus extrême, le seul que voulait entendre Hitler, ce qui revient à marginaliser le ministre des Affaires étrangères en titre, Konstantin von Neurath. Ce dernier, pour tenter de le discréditer, interdit aux services de son ministère de corriger les fréquentes fautes de syntaxe de son rival, dans ses notes adressées à Hitler, en vain. 
En juin 1935, il négocie, sur un coup de bluff, un accord naval germano-britannique permettant au Troisième Reich d’accroître sensiblement sa flotte : pour cela, il affirma à John Simon, secrétaire au Foreign Office, que si les propositions allemandes n'étaient pas acceptées dans leur intégralité, il repartirait immédiatement. Il permit ainsi à la Kriegsmarine d'atteindre 35 % du tonnage de la Royal Navy en navires de surface et 45 % pour les sous-marins. Il devint à ce moment le spécialiste du parti nazi pour la diplomatie et augmenta son influence sur Hitler.
D'abord ambassadeur à Londres en 1936, il y laisse une réputation d'incompétence et le surnom de Brickendrop, de l’anglais to drop a brick, faire une gaffe. Il pensait, à tort, que le roi Édouard VIII, réputé pro-allemand, dirigerait la politique étrangère britannique et vit dans son abdication un complot « judéo-maçonnique » ; il montrait ainsi une méconnaissance marquée du système constitutionnel du Royaume-Uni. Les quelques contacts établis avec des membres de la Chambre des lords, notamment Lord Lothian, Lord Cecil ou Lord Londonderry, lui firent croire que l'opinion britannique souhaitait une alliance avec l'Allemagne, ce qui était faux : Sir Robert Vansittart, sous-secrétaire permanent du Foreign Office diplomate professionnel et très antinazi, écrivit des mots très durs contre ces Lords qu'il qualifiait d’« amateurs ambulants ».
Il devient cependant ministre des Affaires étrangères en 1938 à la place de Neurath, dont les prises de positions contre la marche à la guerre exaspèrent Hitler. En effet, le chancelier pensait que les contacts qu'il avait établis à Londres lui permettraient d'amadouer le Royaume-Uni[réf. souhaitée].
Il prépare aussi le terrain diplomatique de l’annexion des Sudètes en traduisant les menaces d'Hitler en termes euphémiques et joue un rôle essentiel dans le rapprochement entre Hitler et Mussolini qui aboutit au Pacte d'acier signé le 22 mai 1939.
À la veille de la Seconde Guerre mondiale, il est l'artisan, avec Viatcheslav Molotov, du Pacte germano-soviétique (de non-agression) signé le 23 août 1939 qui aboutit notamment à la fin de l'année 1939 à la partition de la Pologne entre les deux puissances.
Il est régulièrement critiqué par Goebbels, qui lui reproche de « n'être venu au parti que sur le tard et en quelque sorte par hasard. Son aristocratie aux origines douteuses, le snobisme voyant qui lui avait valu le sobriquet de « Ribbensnob », de même que sa distinction forcée et son attitude hautaine, provoquaient les moqueries des anciens membres du parti ».
Au cours de l'été 1940, il monte l'opération Willi pour s'emparer de l'ex-roi Édouard VIII et le remettre sur son trône, afin d'amener le Royaume-Uni à la paix. Winston Churchill sent néanmoins le danger suffisant pour envoyer le duc de Windsor aux Bahamas comme gouverneur.
Ribbentrop ne pousse pas au déclenchement de la guerre contre l'URSS en 1941, mais ne fait rien pour l'empêcher par servilité vis-à-vis d'Hitler. Selon l'historien Antony Beevor, juste après avoir remis la déclaration de guerre à l'ambassadeur soviétique Dekanozov, il lui souffle : « Vous ferez savoir à Moscou que j'étais contre cette guerre ».

## Perte d'influence
Au fur et à mesure que la guerre se poursuit, l'influence de Ribbentrop diminue d'autant plus qu'Hitler ne s'embarrasse plus de précautions diplomatiques. De plus, la plupart de ceux qu'il nomme dans les ambassades sont incompétents. Hitler le marginalise mais le maintient dans son entourage où il est fréquemment moqué. Ribbentrop aménage un train qui suit tout le temps Hitler dans ses déplacements, pour se montrer avec lui. Cette marginalisation est aussi liée au fait qu'il s'est montré un piètre ministre dans la période 1939-1941 et que, dans les faits, son domaine de compétence, les relations extérieures, est très clairement relégué à l'arrière plan de la politique allemande durant le conflit.
En même temps, par opposition à d'autres dirigeants, qui se réfugient dans le travail bureaucratique, comme Martin Bormann, ou dans l'alcool, comme Robert Ley, il s’occupe à travailler sur une analyse tronquée des rapports de force internationaux, affirmant en janvier 1945 à l'ambassadeur japonais que le Reich et le Japon seraient sauvés, s’ils parvenaient à tenir jusqu'à la fin de l'année 1945.
À partir du début de l'année 1945, il tente de négocier une paix séparée : au mois de mars, il convoque à Berlin Werner Dankwort, diplomate en poste à Stockholm, pour lui expliquer le sens des négociations de paix qu'il mène : celles-ci sont destinées à donner au Reich le temps nécessaire pour achever les nouveaux armements, puisque les alliés occidentaux continuaient à rester fidèles à l'alliance de 1941 ; mais cette tentative tourne court, en raison du refus de Hitler de toute négociation et de sa propre répugnance à braver ouvertement le dictateur.
Il est complètement exclu de la préparation du complot du 20 juillet 1944 contre Adolf Hitler, pourtant mené par la classe sociale à laquelle il cherchait à s'identifier.
Tout au long de la guerre, et surtout à son début, a lieu par exemple un violent antagonisme réciproque entre Ribbentrop et le Dr Joseph Goebbels ainsi qu'entre leurs ministères respectifs ; en effet, à de nombreuses reprises durant le conflit ce dernier préconise le renvoi du ministre des Affaires étrangères, considéré comme un « raté ».
Après le suicide d'Hitler, il est démis de ses fonctions lors de la constitution du cabinet Goebbels, le 30 avril 1945 et remplacé par Arthur Seyss-Inquart. Démissionné malgré son souhait, il souhaite cependant continuer à jouer un rôle dans le gouvernement qui se met en place dans le Nord du Reich, et définit, dans un courrier non envoyé à Karl Dönitz, sa vision du futur du continent européen.
Il est arrêté le 14 juin 1945 près de Hambourg par des volontaires belges au service de l'armée britannique ; on trouve alors sur lui une lettre non expédiée à « Mr. Vincent (sic) Churchill » pour le mettre en garde contre le risque de voir le bolchevisme se répandre en Europe.

## Jugement et exécution

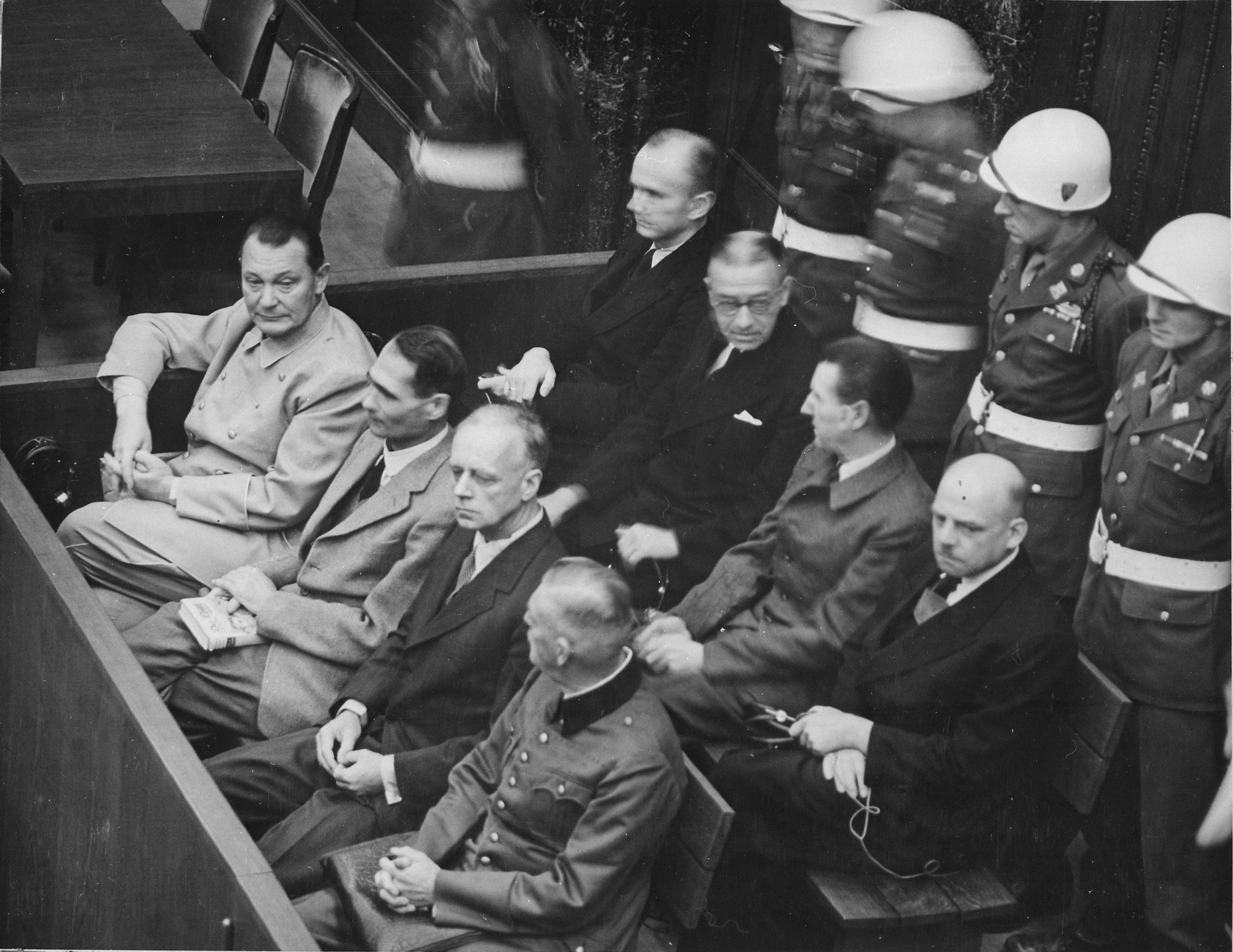
Procès des principaux responsables politiques et militaires du Reich à Nuremberg, 1946. Au premier rang, de gauche à droite : Göring, Hess, Ribbentrop, le maréchal Keitel ; au second rang : les deux amiraux Dönitz et Raeder, Schirach, Sauckel.
D’autres procès ont suivi.

Lors du procès de Nuremberg, il nie toute responsabilité au sujet des camps de concentration. Cependant, il aurait poussé, en septembre 1942, les diplomates allemands en poste dans les pays occupés à accélérer les déportations de Juifs. Ribbentrop se serait plaint auprès des Italiens des lenteurs dans la déportation des Juifs de la zone d'occupation italienne en France. Les diplomates ont joué un rôle important dans l'organisation de la déportation, négociée, comme en France avec le régime de Vichy en juin 1942, lorsque le représentant allemand auprès du régime de Vichy exige de Pierre Laval la déportation de 50 000 Juifs. D'autre part, il fut prouvé pendant le procès qu'il s'empara des biens de certaines personnes dont il avait ordonné la déportation.
Au cours du procès, c'est le procureur français Edgar Faure qui mène le contre-interrogatoire : il lit à l'accusé un extrait d'une lettre de l'ambassade d'Allemagne du 27 juin 1942, adressée au chef de la Sipo en France.

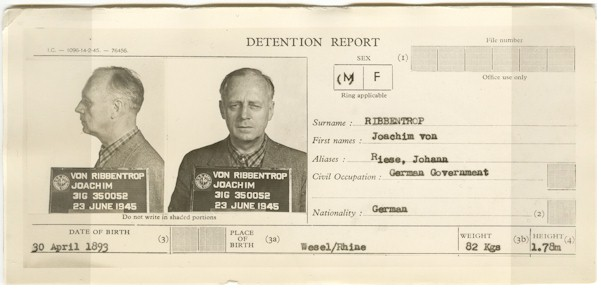
Fiche de détention de Ribbentrop après son arrestation par des soldats américains.

« Le Hauptsturmführer Dannecker m'a indiqué qu’il avait besoin au plus tôt de 50 000 Juifs de la zone libre pour être déportés vers l'Est, et qu'il convenait de soutenir l'action de Darquier de Pellepoix, commissaire général aux Questions juives ».

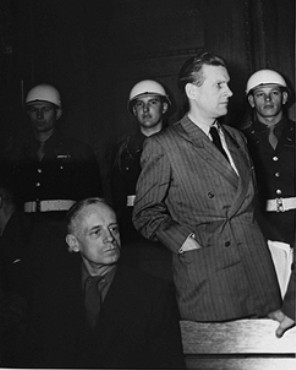
À gauche, assis, Ribbentrop durant le procès de Nuremberg.

Dans sa réponse, Ribbentrop s'embrouille et se laisse piéger par Edgar Faure. Il commence par nier avoir eu connaissance du travail de ses propres services, avant d'essayer de dire qu'il a tenté de temporiser, ce qui indique qu'il connaissait parfaitement la situation.
En avril 1943, Ribbentrop participe aussi à une conférence entre Hitler et le Hongrois Miklós Horthy durant laquelle ce dernier est informé que les Juifs devaient être exterminés ou envoyés en camp de concentration[réf. nécessaire].

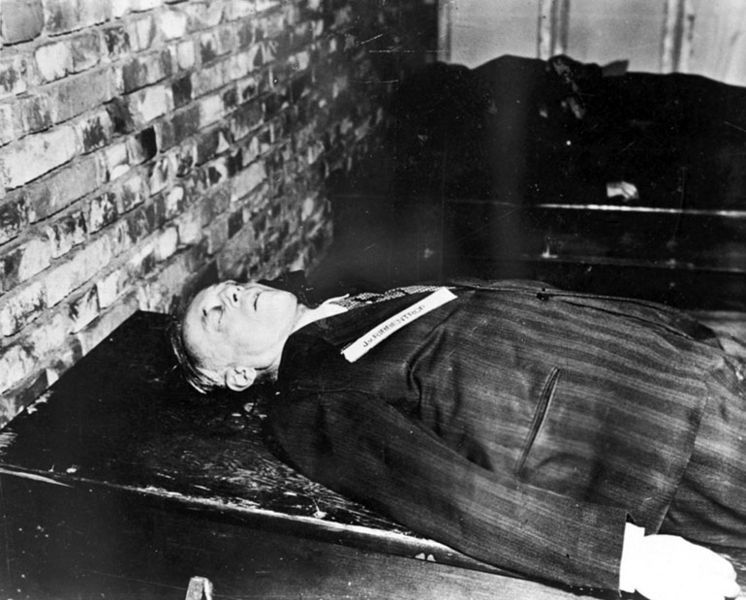
Ribbentrop après son exécution.

Il est condamné à mort lors du procès de Nuremberg en 1946 pour plan concerté ou complot, crimes contre la paix, crimes de guerre et crime contre l'humanité. Il est le premier des condamnés à être exécuté par pendaison dans la nuit du 16 octobre 1946 à 1 h 10.
Ses dernières paroles sur l'échafaud : « Mon dernier souhait est que se réalisent l'unité de l'Allemagne et l'union entre l'Est et l'Ouest de l'Europe, et que la paix règne sur le monde. »
L'exécution est menée par le bourreau en chef de l’US Army, le sergent John C. Woods. L'un des huit journalistes autorisés à assister, Sacha Simon, écrit : « Le bourreau lui passa le capuchon noir sur la tête, lui glissa le nœud autour du cou, tira le levier et, avec un bruit sourd, le corps de Ribbentrop tomba dans le vide, derrière une tenture noire qui nous cacha ses derniers soubresauts. Il était 1 h 15 ; toute la procédure de l’exécution n’a duré que trois minutes et demie qui nous parurent être des heures. La corde oscillait encore et déjà le Feldmarschal Keitel, calme et résolu, apparut dans l’encadrement de la porte, le regard fixé sur la corde qui l’attendait sur l’autre potence ».

## Dans les arts et la culture

### Littérature

#### Roman
Dans le roman uchronique Le Complot contre l'Amérique de Philip Roth (2004), il est accueilli par le président américain Charles Lindbergh et la Première dame Anne Morrow Lindbergh à la Maison-Blanche.

### Filmographie

#### Cinéma
Henry Daniell joue son rôle dans Mission à Moscou (1943) et Wolf Kahler dans Les Vestiges du jour (1993).

#### Télévision
Graham Chapman interprète son rôle dans Monty Python's Flying Circus (1969). Dans Maîtres et Valets (1971), son rôle est joué par Edward Baker-Duly. Dans The Plot Against America (2020), son rôle est joué par Orest Ludwig.